# كارلوس غارسيا (لاعب كرة قدم إسباني)
كارلوس غارسيا (بالإسبانية: Carlos García)‏ (17 سبتمبر 1993 في إسبانيا - ) هو لاعب كرة قدم إسباني في مركز الوسط. شارك مع منتخب إسبانيا تحت 20 سنة لكرة القدم. أما مع النوادي، فقد لعب مع خيمناستيك طركونة وريال بيتيس وريال بيتيس بي وCF Pobla de Mafumet ‏.

## وصلات خارجية
- كارلوس غارسيا على موقع قاعدة بيانات كرة القدم.إي يو (الإنجليزية)
- كارلوس غارسيا على موقع Soccerway.com (الإنجليزية)
- كارلوس غارسيا على موقع AS.com (الإسبانية)